# オルランド・カニザレス
オルランド・カニザレス（Orlando Canizales、1965年11月25日 - ）は、アメリカ合衆国の元プロボクサー。メキシコ系アメリカ人。テキサス州ラレド出身。身長163cm。元IBF世界バンタム級王者。兄はバンタム級2冠王者（WBA・WBO）のガビー・カニザレス。
1988年にIBF世界バンタム級王座を獲得して以来、1995年に返上するまで16度に渡って防衛し続けた。16連続防衛はバンタム級の最多連続防衛記録であり、今なお破られていない。

## 来歴
1984年8月25日、プロデビュー。
1988年7月9日、22戦目でIBF世界バンタム級王者ケルビン・シーブルックスに挑戦し、初回と最終15回にダウンを奪い15回1分3秒TKO勝ちで世界王座を獲得した。
1988年11月29日、フリーマン・コロシアムでジミー・ナバーロと対戦し2度ダウンを奪い初回2分39秒KO勝ちで初防衛に成功した。
1989年6月24日、ケルビン・シーブルックスと1年ぶりに再戦し11回47秒TKO勝ちで2度目の防衛に成功した。
1990年1月24日、ビリー・ハーディと対戦し12回2-1(113-116、115-114、115-113)の判定勝ちで3度目の防衛に成功した。
1990年6月10日、初黒星をつけられたパウル・ゴンサレスと対戦し2回30秒TKO勝ちで4度目の防衛に成功した。
1990年8月14日、エディー・ランゲルと対戦し5回32秒TKO勝ちで5度目の防衛に成功した。
1991年5月4日、ビリー・ハーディと対戦し8回1分8秒TKO勝ちで6度目の防衛に成功した。
1991年9月21日、フェニー・モラレスと対戦し12回3-0(116-111、118-109、119-107)の判定勝ちで7度目の防衛に成功した。
1991年12月21日、ライ・ミヌスと対戦し11回1分45秒TKO勝ちで8度目の防衛に成功した。
1992年4月23日、パリのシークェ・ハーバーでフランシスコ・アルバレスと対戦し12回3-0(120-110、119-110、120-108)の判定勝ちで9度目の防衛に成功した。
1992年9月28日、サムエル・デュランと対戦し12回3-0(116-112、2者が118-110)の判定勝ちで10度目の防衛に成功した。
1993年3月27日、クラレンス・アダムスと対戦し11回1分32秒TKO勝ちで11度目の防衛に成功した。
1993年6月19日、デリック・ホワイトボーイと対戦し3回1分23秒無効試合に終わったが12度目の防衛に成功した。
1993年11月20日、ジュヴェナル・ベリオと対戦し12回3-0(116-110、2者が116-112)の判定勝ちで13度目の防衛に成功した。
1994年2月26日、ゲラルド・マルチネスと対戦し4回2分22秒TKO勝ちで14度目の防衛に成功した。
1994年6月7日、ローランド・ボホールと対戦し5回27秒TKO勝ちで15度目の防衛に成功した。
1994年10月15日、セルジオ・レイエスと対戦し12回3-0(115-112、114-113、116-111)の判定勝ちで16度の防衛に成功した。
1995年1月7日、WBA世界スーパーバンタム級王者ウィルフレド・バスケスに挑戦したが、12回判定で敗れた。その後、IBF世界バンタム級王座も返上した。
1999年9月24日、後にIBF世界フェザー級王者となるフランキー・トレドとのノンタイトル戦に10回判定負けで敗れた試合を最後に現役を引退した。

## 獲得タイトル
- 第4代IBF世界バンタム級王座（防衛16度）